# USS Bluefish (SS-222)
USS Bluefish (SS-222) – amerykański okręt podwodny typu Gato, pierwszego masowo produkowanego wojennego typu amerykańskich okrętów podwodnych.